# Гегия, Мераб Владимирович
Мераб Владимирович Гегия (груз. მერაბ გეგია, 30 августа 1944, Тбилиси — 24 марта 2020, Тбилиси) — грузинский советский театровед. Лауреат премий Компартии Грузии (1976) и Коте Марджанишвили (2001). Член Союза театральных деятелей Грузии (с 1971). Академик Академии педагогических наук Грузии (с 1999 г.).

## Биография
В 1971 году окончил Тбилисский государственный театральный институт, факультет театроведения. Кандидат искусствоведения (1982)
В 1971—1972 годах был директором «Маскомеди», а в 1973—1977 годах — литературным руководителем Театра Рустави. 1978—1981 гг. — в художественном отделе газеты «Литературная Грузия», 1981—1983 гг. — заместитель директора Музея театра, музыки и кино, 1983—1986 гг. — заместитель редактора журнала «Советское искусство».
В 1986—1992 годах был директором издательства «Грузинский театр». С 1973 года преподавал в Тбилисском театральном институте, затем — в Университете театра и кино. С 2002 года — профессор (теория драмы).
Опубликовал множество статей и книг о грузинской и зарубежной театральной культуре. Автор сценариев 8 спектаклей: «Именем молодой гвардии» (Театр киноактеров, 1976), «Ложь» (Театр Руставели, 1978), «Вечная комедия» (Театр Рустави, 1987), «Я пришёл. За любовь» (Театр Руставели, 1989), «Дедушка» (Театр сатиры и комедии, 2001), «И игра была создана» (Голый театр, 2007), «Гуру-учитель» (Тбилисский театр для взрослых, 2010), «Слуга Мельпомены» (Театр Марджанишвили, 2015).
Трагически погиб 24 марта 2020 года во время пожара в доме на улице Барнова в Тбилиси.

## Театральные работы
Именем «Молодой гвардии»